# Nienhagen, Harz
Nienhagen là một đô thị thuộc huyện Harz, bang Sachsen-Anhalt, Đức. Đô thị Nienhagen, Harz có diện tích 6,73 km², dân số thời điểm ngày 31 tháng 12 năm 2006 là 449 người.